# 14696 Lindawilliams
14696 Lindawilliams este un asteroid din centura principală de asteroizi.

## Descriere
14696 Lindawilliams este un asteroid din centura principală de asteroizi. A fost descoperit pe 10 ianuarie 2000 la Socorro, New Mexico, în cadrul proiectului LINEAR. Asteroidul prezintă o orbită caracterizată de o semiaxă mare de 2,63 ua, o excentricitate de 0,08 și o înclinație de 10,5° în raport cu ecliptica.